# Cenestra infixa
Cenestra infixa är en insektsart som först beskrevs av Melichar 1901.  Cenestra infixa ingår i släktet Cenestra och familjen Flatidae. Inga underarter finns listade i Catalogue of Life.